# Gillón
Gillón (Xichón en asturiano y oficialmente Xichón/Gillón) es una parroquia del concejo de Cangas del Narcea, en el Principado de Asturias.

## Situación
Gillón es uno más de los numerosos pueblos del concejo de Cangas del Narcea, situado al sur del concejo, a unos 30 kilómetros de la capital del municipio. Está formado por más de una veintena de casas. Destaca por sus paisajes, ya que el propio núcleo está inserto en medio de una impresionante naturaleza y por su patrimonio como pueden ser los numerosos molinos de agua o las explotaciones mineras ocultas en el paisaje. Destaca el pico Caniechas (1924 metros, el tercero más alto del concejo). Pueden encontrarse hayedos y robledales. Su orografía es escarpada aunque el pueblo no es muy pendiente. Otras cumbres de la zona son la del Padrón, el Xiplo, La Nevera, El Rebochaz, La Matina, La Filtrosa, Reconco y Chauchina. En estos dos últimos pueden encontrarse varias lagunas.

## Economía
Destaca la abundancia de ganado bovino así como una agricultura de policultivo orientada al consumo propio. Sin duda la actividad económica más importante y que ha perdurado hasta hace escasos años en la parroquia ha sido la minería de carbón de antracita. Gillón fue el epicentro de la actividad minera del concejo. Ha sido una actividad económica que ha contribuido a la alta renta per cápita del municipio. La minería ha tenido un gran impacto económico en la parroquia, el impacto ambiental dado por dicha actividad es mínimo ya que se encuentra "camuflada" en el fondo del valle de tal modo que pasa prácticamente inadvertida, ya que el pueblo, tierras de labor y prácticamente la totalidad de su monte se hallan distanciadas de las explotaciones mineras y estas no suponen un impacto visual. En los últimos años cabe destacar la caída de la minería, así como de la ganadería no solo en este pequeño pueblo asturiano, ya que todo el concejo de Cangas del Narcea está inmerso en una reconversión minera aunque hay que decir que en los últimos 5 años aproximadamente la tendencia de empleos se mantiene o disminuye ligeramente en este sector, al contrario de lo que ha sucedido en el último decenio cuando el empleo minero sufrió un acusado descenso.

## Climatología
Su clima se puede definir como oceánico de montaña, aunque presenta diversos matices debido a la influencia continental a la que está sometida la zona suroccidental asturiana, eso hace que las precipitaciones sean menores en este sector y las temperaturas más extremas por lo tanto debemos matizar este hecho. El concejo cangués es un concejo montañoso, esto repercute tanto en su pluviometría como en las temperaturas, así en los fondos de los valles las precipitaciones son inferiores, de tal modo que Cangas del Narcea ciudad, registra unos 800mm anuales mientras que en Gillón se superan claramente los 1400mm anuales, por lo tanto existe una diferencia de un +40% (aprox) con variaciones inter-anuales. Las temperaturas también varían así a medida que ascendemos por cada 100 metros la temperatura desciende en 0,65 °C.
Su clima se caracteriza por un invierno muy frío, ya que está situado a más de 1100 metros de altura, es en este periodo cuando se dan temperaturas absolutas inferiores a -10 °C. Se producen grandes nevadas que llegan a superar el metro de altura. Las máximas anuales absolutas se suelen dar en julio y agosto, con máximas absolutas en torno a 28 °C, mientras que por esas fechas la capital del concejo supera sin problemas los 35 °C. Las precipitaciones son abundantes, suelen sobrepasar los 1500 mm anuales, un gran porcentaje de ellas en estado sólido.

## Vegetación
Ante todo cabe destacar a Gillón como demostración de la buena calidad medioambiental del territorio cangués, la parroquia forma parte del parque natural de las Fuentes del Narcea, Ibias y Degaña.
El dominio biogeográfico es el atlántico.
Los montes de Gillón se caracterizan por albergar bosques de gran calidad en especial hayedos orientados al Norte debido a que es una especie que necesita una elevada humedad y poca insolación, robles de una manera más dispersa y orientados al sur y avellanos, chopos, castaños y fresnos en torno a cursos fluviales ya que son especies que necesitan por lo general suelos de vega, frescos y nutridos para su desarrollo. En cuanto al estrato arbustivo viene representado por la landa atlántica así los brezos y los piornales llenan de colorido su impresionante orografía

## Historia
Debido a su cercanía a la frontera infranqueable con León, al fuerte aislamiento y a la toponimia hebraica del lugar así como las aldeas vecinas (Gedrez, Vidal, Jalon), es muy probable que este pueblo haya sido fundado por judíos que huyeron persecuciones en el siglo XV, posiblemente de las juderías de Cangas de Narcea o de Oviedo. Recientes estudios genéticos realizados en ciertos habitantes de Gillon han demostrado una fuerte presencia del haplogrupo J1 que es originario de Palestina.
La historia reciente de este pueblo está marcada en parte por la economía minera que aún sobrevive en las cercanías del pueblo. Aquí estuvo asentada la empresa Antracitas de Gillón S. A.. Tuvo hasta 1.150 trabajadores en 1978 y contaba con un total de 14 cuando cerro en 2005.

## Población
La parroquia de Gillón por lo general, al igual que las demás parroquias del concejo ha seguido la tónica del despoblamiento debido al cese de la actividad ganadera y minera. De tal modo ha pasado de 91 habitantes en el 2001 a 78 censados en 2007. Mientras que a mediados del siglo XX la población superaba con creces ese umbral. Las causas de ese descenso son varias así podemos diferenciar varias etapas: una desde el fin de la guerra civil hasta 1970 la cual se caracteriza por un gran crecimiento demográfico, así la población dominante es joven, esto se debe a la perduración de las antiguas actividades económicas (ganadería y leche) y sobre todo de la explotación en sus límites del carbón de antracita, este hecho generó un rejuvenecimiento importante de la población debido a la atracción de contingentes a la parroquia para la explotación del mineral. Otro periodo es el comprendido entre 1970 y 1990-5 es una etapa en la cual se produce una emigración hacia las zonas urbanas del centro de Asturias y en especial hacia la capital del concejo pero aún la minería del carbón muy presente en la parroquia consigue frenar parcialmente ese éxodo masivo de la población, debido a que la mayoría de la población joven está en edad laboral y emigra en busca de un trabajo no relacionado con las actividades primarias, también es un periodo en el que se da un envejecimiento acusado de la población debido a la propia dinámica demográfica, baja natalidad, alta emigración y nula inmigración, saldo migratorio negativo. Por último la etapa de 1990-5 a la actualidad la cual se puede definir como periodo de relativa estabilización de la población y en el cual ya se ha producido el éxodo rural completo (con varias décadas de retraso)ya que había sido frenado por la minería, es este sector el que entra en crisis cerrando numerosas explotaciones y generando así una crisis económica en la parroquia y sobre todo demográfica ya que la poca población joven emigra quedándose en la parroquia la población de mayor edad que es la que ofrece un menor dinamismo demográfico a la parroquia y ofrece nulas expectativas de reemplazo. La estructura demográfica está prácticamente agotada con una pirámide de población totalmente invertida [base muy estrecha(población joven), parte media estrecha (población en edad de trabajar) y cúspide ancha y en crecimiento (ancianos)] . Por lo tanto esta es una etapa de decrecimiento paulatino de la población pero de una manera lenta, la mortalidad supera con creces a la natalidad (prácticamente inexistente) y por lo tanto el crecimiento natural es negativo, es una etapa que se da en la mayor parte de los pueblos de la región asturiana que no se sitúan el arco periurbano de las grandes ciudades ni villas, pero al que Gillón se incorpora al igual que en el caso del éxodo rural con varios años de retraso. El futuro de Gillón al igual que el de la mayoría de las poblaciones del concejo se presenta oscuro, ya que ni las subvenciones ni las iniciativas que se llevan a cabo desde la administración consiguen frenar el descenso de la población y su envejecimiento, está demostrado que en el momento en el cual una población presenta un alto índice de envejecimiento, pocas son las iniciativas que logran frenar la desaparición de dicha entidad (en el caso de núcleos pequeños) y más cuando ni existe una alta natalidad ni inmigración por lo tanto el único remedio para impedir el agotamiento demográfico sería en primer lugar fomentar la inmigración y en un segundo la natalidad.
El éxodo rural (emigración del campo a la ciudad) en comparación con el resto de la región, se ha iniciado más tarde tanto en Gillón como en las demás parroquias canguesas debido al amortiguador de la actividad minera de la zona que ha conseguido que este proceso nunca se diera al completo, pudiéndose considerar como semi-éxodo rural ya que la pérdida de población ha sido progresiva e incluso ganando el concejo población en aquellos años más álgidos de emigración de campo a la ciudad en España así este, no se puede considerar como tal, se da a partir de los años 80 en Gillón y a partir de finales de los 90 en el conjunto del concejo, al contrario de Asturias que se da en los años 60.
Actualmente Gillón ha seguido la tónica de la gran parte de los pueblos de montaña españoles, así la población se incrementa con la llegada de la época estival debido al veraneo de los emigrados (hijos y nietos).Mientras durante en el invierno, debido a la rigurosidad de su clima, la población desciende, buscando zonas más favorables climáticamente para pasar el invierno, así son significativos los flujos positivos que se dan durante la primavera y el verano (entrada de población) mientras en otoño se da todo lo contrario, flujos negativos, salida de población. Son pueblos que muestran una estacionalidad poblacional acusada.
- Datos: Q5562456